# Хондо (фильм)
«Хондо» (англ. Hondo) — американский художественный фильм режиссёра Джона Фэрроу, вышедший на экраны в 1953 году. Экранизация одноимённого рассказа Луиса Ламура. Лента была номинирована на премию «Оскар» за лучший литературный первоисточник (позже снята с номинации), а также за лучшую женскую роль (Джеральдин Пейдж).

## Сюжет
1869 год, территория Аризона. Разведчик-метис Хондо Лейн (Джон Уэйн), потеряв в стычке с апачами свою лошадь, вынужден пешком добираться до расположения американских кавалеристов. В глухой местности он набредает на одинокое ранчо, где живут молодая женщина Энджи Лоу (Джеральдин Пейдж) и её шестилетний сын Джонни (Ли Аакер).
Несмотря на заверения Энджи о том, что муж «где-то поблизости», Хондо быстро понимает, что в доме давно не было мужчины. Он помогает женщине с мужской работой по хозяйству, и та проникается к нему доверием. Выясняется, что в молодости Хондо долгое время жил в племени мескалеро со своей женой-индеанкой, умершей от болезни.
Одолжив у миссис Лоу лошадь, на следующее утро Хондо отправляется в путь и успешно доставляет донесение о том, что обманутые белыми людьми апачи твёрдо встали на тропу войны во главе со своим вождём Викторио (Майкл Пейт). Случайно встретив в форте непутевого мужа Энджи Эда (Лео Гордон) и осознавая, что ей с ребёнком грозит неминуемая опасность, Хондо возвращается на ранчо, чтобы защитить её...

## В ролях
- Джон Уэйн — Хондо Лейн[2]
- Джеральдин Пейдж — Энджи Лоу
- Уорд Бонд — Буффало Бейкер
- Майкл Пейт — вождь Викторио
- Джеймс Арнесс — Ленни
- Ли Аакер — Джонни Лоу
- Лео Гордон — Эд Лоу
- Родольфо Акоста — Сильва
- Том Айриш — лейтенант Маккей
- Пол Фикс — майор Шерри